# Selaginella haenkeana
Selaginella haenkeana är en mosslummerväxtart som beskrevs av Antoine Frédéric Spring. Selaginella haenkeana ingår i släktet mosslumrar, och familjen mosslummerväxter. Inga underarter finns listade i Catalogue of Life.